# Iznogoud Am
Iznogoud Am, född 2 april 2018, är en amerikansk travare. Han tränas sedan hösten 2021 Stefan P. Pettersson. Han tränades tidigare i USA av Marcus Melander.

## Bakgrund
Iznogoud Am är en mörkbrun hingst efter Muscle Hill och under Beauty of Grey (efter Conway Hall). Han föddes upp av Am Bloodstock AB, Stockholm och ägs av Stall Courant AB, Heby. Han tränas sedan hösten 2021 av Stefan P. Pettersson och tränades mellan 2020 och 2021 i USA av Marcus Melander.
Iznogoud Am har till oktober 2022 sprungit in totalt 1 994 996 kronor på 21 starter, varav 5 segrar, 6 andraplatser och 1 tredjeplats. Han har tagit karriärens hittills största seger i Margaretas Tidiga Unghästserie (2022). Bland andra större meriter räknas även andraplatserna i Grand Prix l'UET (2022) och Sprintermästaren (2022).

## Karriär
Iznogoud Am gjorde tävlingsdebut den 10 juli 2020 på Meadowlands Racetrack, där han slutade på andra plats. Han kördes i debutloppet av Brian Sears, som kom att blir hans ordinarie kusk i Nordamerika. Under debutsäsongen startade han sju gånger, men lyckades inte segra. Han galopperade i tre av starterna.
Treåringssäsongen 2021 inleddes med tre kvallopp, följt av ett lopp utan tidtagning. Han flyttades under hösten till Sverige, där han sattes i träning hos Stefan P. Pettersson. Under den resterande treåringssäsongen gjorde han två ytterligare starter, då han kördes av Mats E. Djuse. Han galopperade dock i båda starterna.
Iznogoud Am gjorde debut som fyraåring den 12 mars 2022 på Åbytravet, där han kördes av Erik Adielsson, och lyckades ta sin första seger i karriären. Den 26 mars 2022 startade han som storfavorit i Margaretas Tidiga Unghästserie för fyraåriga hingstar och valacker, och kördes då av Örjan Kihlström. Även där segrade han, och tog sin andra raka seger.

## Statistik

### Större segrar
| År   | Lopp                                 | Kusk            | Vinstbelopp | Grupp |
| ---- | ------------------------------------ | --------------- | ----------- | ----- |
| 2022 | Margaretas Tidiga Unghästserie, mars | Örjan Kihlström | 300 000 SEK | -     |